# Lionel Cox (tireur sportif)
Ne doit pas être confondu avec le cycliste australien Lionel Cox
Pour les articles homonymes, voir Cox et Lionel Cox.
Lionel Cox O.M.W., né le 11 juillet 1981 à Ougrée (Seraing), est un tireur sportif belge.

## Biographie
Lionel Cox a commencé le tir sportif en 1996. Huit ans plus tard, en 2004, il commence la compétition à 300 m.  
En 2008, il change de distance et commence la compétition à 50 m. Il est droitier.
Le 3 août 2012, il remporte la médaille d'argent en tir à la carabine à 50 mètres couché aux Jeux olympiques de Londres à l'aide d'une carabine Grünig-Elmiger .22 lr. Il a marqué une carte de 599 sur 600 (sur 60 tirs) lors des qualifications. En finale, il conservera juste assez d'avance pour garder sa deuxième place avec 701.2 points contre 701.0 pour Rajmond Debevec le médaillé de bronze. Le Biélorusse Sergeï Martynov a remporté la médaille d'or avec un score de 705.5, dont 600 points sur 600 lors des qualifications.

## Palmarès
- 50 m tir couché
  -  aux Jeux olympiques 2012 à Londres.
  -  à la 1re manche de Coupe du monde 2013 à Changwon.
  -  à la 3e manche de Coupe du monde 2017 à Qabala.

## Distinctions
- Officier du Mérite wallon (O.M.W.) 2012
-Citoyen d'honneur de Seraing et d'Amay.
-Zinneke de bronze décerné par la Région bruxelloise en 2012.